# Milichia farquharsoni
Milichia farquharsoni är en tvåvingeart som beskrevs av Collin 1922. Milichia farquharsoni ingår i släktet Milichia och familjen sprickflugor. Inga underarter finns listade i Catalogue of Life.